# Ivonne Montero
Ivonne Montero, właśc. Ivonne Garcia Macedo Montero (ur. 25 kwietnia 1974 w Meksyku) – meksykańska aktorka telewizyjna.
Znana głównie ze swoich ról w telenowelach, m.in. Ścieżki miłości (2002), Anita (2004), Bezwstydnice (2007).

## Filmografia[1]
- 2010: La Loba jako Lola Loba
- 2009: Dating License jako Elisabeth
- 2008: Secretos del Alma
- 2008: Playball jako Sofía
- 2007: Ostatnia godzina jako Mirta
- 2007: Ladrón que roba a ladrón jako Rafaela
- 2007: Bezwstydnice
- 2006: Decisiones jako Leonor
- 2004–2005: Anita jako Anita Guerrero
- 2002: El Tigre de Santa Julia
- 2001: Asesino en serio
- 2001: Yolanda
- 1999: ¿Qué nos pasa?
- 1999: Mujeres engañadas
- 1999: Nigdy cię nie zapomnę jako Paola Campo
- 1999: Cuento de Navidad
- 1999: Rosalinda jako Celina Barriga
- 1999: Alma Rebelde
- 1997: Salud, dinero y amor